# Glomera melanocaulon
Glomera melanocaulon är en orkidéart som beskrevs av Rudolf Schlechter. Glomera melanocaulon ingår i släktet Glomera och familjen orkidéer. Inga underarter finns listade i Catalogue of Life.